# نبرد دندانقان
نبرد دَندانَقان نبردی بود که در سال ۱۰۴۰ میلادی میان سلجوقیان و پادشاهی غزنوی در شهر دندانقان روی داد و به پیروزی سلجوقیان انجامید. در نتیجه این نبرد، چیرگی غزنویان بر خراسان پایان یافت.
نبرد دندانقان میان سلطان مسعود غزنوی با طغرل سلجوقی روی داد و مسعود شکست خورد (۸ رمضان ۴۳۱ ه‍.ق برابر با ۱۸ خرداد ۴۱۸ و ۲۳ مه ۱۰۴۰). در نتیجه آن حکومت سلجوقیان در ایران آغاز و پس از ورود طغرل بیک به اصفهان در سال ۱۰۵۰ میلادی، منجر به تأسیس امپراتوری سلجوقی شد.

## پیش زمینه
در اواخر سال ۱۰۳۰ میلادی، مبارزه برای برتری در خراسان میان غزنویان و سلجوقیان آغاز شد. طغرل بیک به تدریج نفوذ خود را گسترش داد و سرزمین‌هایی را که قبلاً توسط غزنویان اداره می‌شدند، به دست گرفت. در سال ۱۰۳۷ شهر مرو داوطلبانه تسلیم سلجوقیان شد و پس از آن شهرهای هرات و نیشابور نیز به همین شکل تسلیم شدند.

## شرح نبرد
در سال ۱۰۴۰ میلادی، لشکر غزنویان با ۵۰ هزار نفر به فرماندهی سلطان مسعود، راهی عقب راندن ترکان سلجوقیان شدند. در جریان حرکت لشکریان مسعود به سرخس، مهاجمان سلجوقی با تاکتیک‌های پارتیزانی، سپاه غزنوی را مورد آزار و اذیت قرار دادند. ترکمن‌های تندرو و متحرک برای جنگیدن در استپ‌ها و بیابان‌ها مناسب‌تر از ارتش محافظه‌کار غزنویان بودند. ترکمن‌های سلجوقی خطوط تدارکاتی غزنویان را ویران کردند و چاه‌های آب مجاور را پر کردند. این امر نظم و روحیه ارتش غزنوی را به شدت کاهش داد. در ۲۳ مه ۱۰۴۰ میلادی، حدود ۱۶۰۰۰ سرباز سلجوقی در دندانقان با ارتش گرسنه و بی‌روح غزنوی وارد نبرد شدند و آنها را در نزدیکی شهر مرو شکست دادند و بخش بزرگی از نیروهای غزنوی را نابود کردند. سلجوقیان در حالی که با مقاومت کمی روبه‌رو بودند وارد خراسان و شهرهای منطقه شدند.

## پیامدها
در نتیجهٔ این پیروزی، حکومت سلجوقیان در ایران آغاز و پس از ورود طغرل بیک به اصفهان در سال ۱۰۵۰ میلادی، منجر به تأسیس «امپراتوری سلجوقی» شد که طی قرون یازده و دوازده میلادی بر بخش‌های پهناوری از قلمرو ایران باستان در آسیای غربی و آسیای صغیر نظیر ایران، افغانستان، شام (سوریه و فلسطین) و ارمنستان امروزی فرمان می‌راندند. در پی این شکست، حکومت غزنوی توانایی توسعه طلبی را از دست داده و منحصر در غزنه و نواحی اطراف آن شد. بیهقی که خود این رویداد را به چشم دیده شرح آن را در تاریخ مسعودی آورده‌است.